# بنیامین آگوستو
بنیامین آگوستو (انگلیسی: Benjamin Agosto؛ زادهٔ ۱۵ ژانویهٔ ۱۹۸۲) رقصنده روی یخ اهل ایالات متحده آمریکا است